# Paavo Lipponen
Paavo Tapio Lipponen (pronunciaciónⓘ) (nacido el 23 de abril de 1941) es un político finés. Fue primer ministro de Finlandia entre 1995 y 2003, así como Presidente del Partido Socialdemócrata de Finlandia de 1993 a 2005. También ha sido presidente del Parlamento de Finlandia primero en 1995 y luego entre 2003 y 2007.

## Vida
Nació en Turtola (posteriormente renombrada como Pello), aunque pasó su juventud en Kuopio.  Tras graduarse en 1959 en el Gymnasium de dicha localidad, estudió filosofía y literatura durante un año en la universidad estadounidense de Dartmouth College.
Cuando volvió a Finlandia se mudó a Helsinki, donde siguió formándose en la universidad de la ciudad. Allí fue editor de un periódico estudiantil, el Ylioppilaslehti, entre 1963 y 1965, y también trabajó como reportero para la Yleisradio entre 1965 y 1967.
En ese contexto daría su salto a la política, ostentando diferentes posiciones dentro del Partido Socialdemócrata de Finlandia entre 1967 y 1969, dando el salto definitivo cuando fue secretario del entonces primer ministro Mauno Koivisto entre 1979 y 1982, al cual sustituyó en varias ocasiones.
En 1983 fue elegido miembro del Parlamento de Finlandia, permaneciendo como diputado hasta 1987. En 1991 volvería a ser diputado, manteniéndose hasta su retirada definitiva en 2007. Antes de eso, fue elegido presidente del PSF en 1993, llevando a su partido a la victoria en las elecciones de 1995. En 2005 sería sucedido al frente de su partido por Eero Heinäluoma. En agosto de
2011 anunció su intención de presentarse a las elecciones presidenciales de 2012. Ganó las primarias de su partido en septiembre de 2011, por lo que fue 
nombrado candidato oficial de su partido. En la primera vuelta de las elecciones, celebradas el 22 de enero, consiguió un 6,7 por ciento de los votos y quedó en quinto lugar.
En el plano personal, es un reconocido jugador y aficionado de waterpolo, deporte al que ha apoyado durante toda su vida política.

## Enlaces
- Wikimedia Commons alberga una galería multimedia sobre Paavo Lipponen.
- Biografía por CIDOB (en español)

| Predecesor: Esko Aho | Primer ministro de Finlandia 1995 - 2003 | Sucesor: Anneli Jäätteenmäki |

- Datos: Q29110
- Multimedia: Paavo Lipponen / Q29110